# Ministère des Finances et de la Planification économique
Le ministère des Finances et de la Planification économique (anglais : Ministry of Finance and Economic Planning, MINECOFIN, kinyarwanda : Minisiteri y'Imari n'Igenamigambi) est un ministère Rwandais. Le ministère a son siège à Kigali. Depuis avril 2018, le ministre est Uzziel Ndagijimana.